# Шанън К. Бъчър
Шанън К. Бъчър (на английски: Shannon K. Butcher) е американска писателка на произведения в жанра съвременен любовен роман, романтичен трилър и паранормален любовен роман.

## Биография и творчество
Шанън Кристин Бъчър е родена през 1972 г. в САЩ. Баща ѝ е инженер, а майка ѝ е учителка. Завършва с бакалавърска степен за индустриален инженер от Университета на Оклахома. В продължение на повече от десетилетие работи за голяма телекомуникационна компания за доставка на интернет услуги, издържайки семейството.
На 18 години се омъжва за писателя Джим Бъчър. Имат син – Джеймс. Започва да пише след като дълго време помага на съпруга си в работата му, и учейки се от него, открива, че сама може да бъде писателка. През 2003 г. напуска работа и се впуска в писателската си кариера.
Първият ѝ роман „No Regrets“ от поредицата военни любовни романи „Делта Форс“ е публикуван през 2007 г. Успехът ѝ идва с романтичната фентъзи поредица „Сентинелски войни“
Шанън К. Бъчър живее със семейството си в Индипендънс, Мисури. В свободното си време изработва бижута от стъкло и мъниста.

## Произведения

### Самостоятелни романи
- Love You to Death (2009)
- Forget Me Not (2012)

### Серия „Делта Форс“ (Delta Force)
1. No Regrets (2007)
2. No Control (2008)
3. No Escape (2008)

### Серия „Сентинелски войни“ (Sentinel Wars)
1. Burning Alive (2009)
2. Finding the Lost (2009)
3. Running Scared (2010)
4. Living Nightmare (2010)
5. Blood Hunt (2011)
6. Dying Wish (2012)
7. Falling Blind (2013)
8. Willing Sacrifice (2014)
9. Binding Ties (2015)

- The Collector (2010) – в „On the Hunt“
Колекционерката – фен превод (2016)
- Bound by Vengeance (2012)

### Серия „На ръба“ (Edge)
1. Living on the Edge (2011)
2. Razor's Edge (2011)
3. Edge of Sanity (2012)
4. Edge of Betrayal (2014)
5. Rough Edges (2015)

### Сборници
- On the Hunt (2011) – с Джесика Андерсън, Дейдри Найт и Джена Шоуалтър